# 没藏皇后 (西夏毅宗)
没藏皇后（11世纪？—1061年），西夏毅宗李谅祚的第一任皇后，夏毅宗舅舅没藏讹庞之女。
天授礼法延祚十一年（1048年）正月，景宗李元昊被儿子宁林格所杀，以一岁幼龄的李谅祚继位，其母没藏太后临朝称制，其家族专权。福圣承道四年（1056年），没藏太后被李守贵所杀，没藏讹庞诛杀李守贵，全面执政。奲都三年（1059年），毅宗立没藏讹庞之女为皇后，毅宗十二岁开始参预朝政。奲都五年（1061年）四月，毅宗和没藏讹庞的儿媳汉人梁氏私通，没藏讹庞父子密谋害毅宗，梁氏告知毅宗后，遂杀死了没藏讹庞。没藏皇后被废黜幽禁，立梁氏为后，亲自执掌国政。九月，没藏氏不堪凌虐，号泣想要自裁，被赐死。